# Gojko Mitić
Gojko Mitić (în sârbă Гојко Митић; n. 13 iunie 1940, Strojkovce⁠(d), banovina Vardarului, Regatul Iugoslaviei) este un regizor, actor, cascador și autor sârb. Locuiește la Berlin. El este cel mai cunoscut pentru rolurile sale în producțiile est-germane DEFA, uneori etichetat "Căpetenia indienilor de la DEFA" sau "Winnetou al Estului".  Cu toate acestea, Gojko Mitic nu a interpretat niciodată ultimul rol într-un lungmetraj (doar mai târziu în Festivalul de Teatru Karl-May-Spiele Bad Segeberg). Această asociere cu Winnetou se referă mai mult la notorietatea lui Gojko Mitié în comparație cu actorul din Occident care a interpretat acest rol, francezul Pierre Brice.
Potrivit lui Gojko Mitić, acesta vorbește toate limbile slave, germana, puțină italiană și engleză.

## Biografie
S-a născut într-o familie de țărani în Strojkovce⁠, un sat din sudul Serbiei. Deoarece tatăl său, Ivojin, a luat parte la lupta de eliberare a partizanilor iugoslavi în al doilea război mondial, el a crescut cu bunicii săi împreună cu fratele său Dragan  într-un sat din Morava. După terminarea studiilor, unde a învățat și în limba germană timp de patru ani, Mitić, în vârstă de 20 de ani, a început să studieze sportul la Colegiul Sportiv din Belgrad. În timpul studiilor, el a avut primele sale contacte cu filmul. În acea perioadă, multe filme internaționale au fost produse în Iugoslavia (la Jadran Film), de multe ori figuranții din aceste filme erau studenții de la Colegiul Sportiv al Universității din Belgrad. Gojko Mitić a lucrat din 1961 ca dublură și cascador în producții britanice și italiene.

## Carieră
În 1963 a primit un mic rol în filmul Old Shatterhandal regizat de Hugo Fregonese după romanul Winnetou  de Karl May. Impresionat de aspectul său atletic, i s-a permis să preia un rol mai important în Winnetou 2: Ultimul renegat din 1964, căpetenia Wokadeh (Corbul alb). Numele său a apărut pe generic în limba germană ca Georg Mitic.
Mitić este cunoscut pentru numeroasele serii de filme Ostern (Eastern) produse de studiourile est-germane DEFA, care prezintă nativii americani ca eroi, în locul coloniștilor albi așa cum apar în westernurile lui John Ford. Începând cu Fiii Marei Ursoaice (1966), a jucat în 12 filme de acest gen între 1966 și 1984. El a contribuit la imaginea populară a nativilor americani în țările vorbitoare de limbă germană.
În încercarea de a se îndepărta de faima sa bazată pe aceste filme, Mitić, în cariera sa ulterioară, a căutat din ce în ce mai mult să apară în alte genuri, la film, la televizor și pe scena teatrului. Printre alte roluri, l-a jucat Spartacus în teatru și a prezentat mai multe emisiuni TV.
De asemenea, a interpretat eroul Winnetou, personajul creat de scriitorul Karl May, în mai multe sezoane la "Karl-May-Festspiele" (Festivalul de Teatru Karl May) până în 2006 la Bad Segeberg lângă Hamburg, Germania. Într-un episod a jucat un rol în programul de televiziune german Schloss Einstein.

## Premii și onoruri
În 1998, trupa de rock bulgară Hipodil a compus o melodie, „Bate Goiko”, dedicată lui Mitić. În 2010, a primit premiul Frații Karić în Serbia. Asteroidul 147595 Gojkomitić, descoperit de André Knöfel și Gerhard Lehmann în 2004, a fost numit în onoarea sa. Referința oficială a denumirii fost publicată de Minor Planet Center la 27 ianuarie 2013 (M.P.C. 82401).

## Filmografie selectată

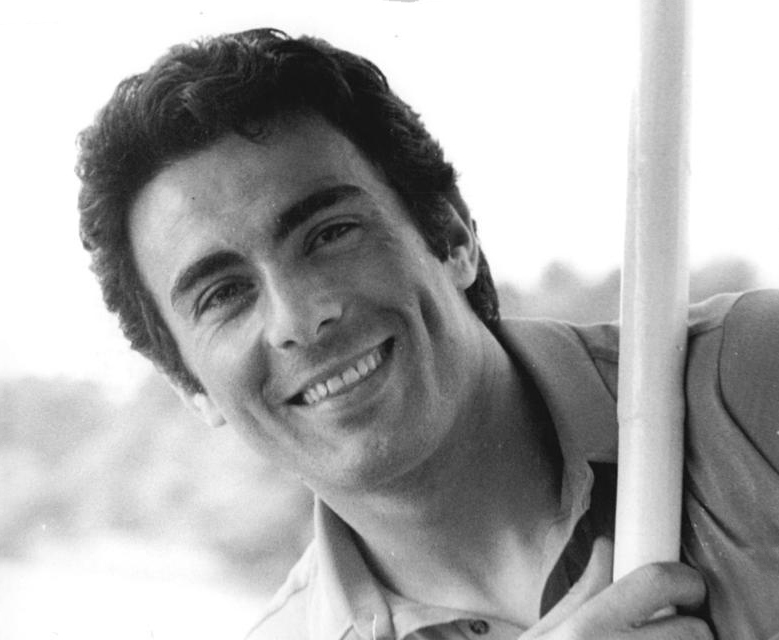
Mitić în 1969

- 1964 Winnetou 2: Ultimul renegat (Winnetou 2. Teil)
- 1964 Printre vulturi (Unter Geiern), regia Alfred Vohrer
- 1966 Fiii Marei Ursoaice (Die Söhne der großen Bärin)
- 1967 Marele Șarpe (Chingachgook, die große Schlange)
- 1968 Pe urmele șoimului (Spur des Falken)
- 1969 Lupii albi (Weiße Wölfe)
- 1971 Osceola, regia Konrad Petzold
- 1972 Tecumseh, regia Hans Kratzert
- 1973 Apașii (Apachen), regia Gottfried Kolditz, ca Ulzana
- 1974 Ulzana, căpetenia apașilor (Ulzana)
- 1975 Frați de cruce (Blutsbrüder), regia Werner W. Wallroth
- 1977 Vreau să vă văd (Ich will euch sehen), regia János Veiczi
- 1980 Archiv des Todes
- 1983 Călăuza Pană Albă, regia Konrad Petzold
- 2019 The Balkan Line (Балканский рубеж)